# Byczów (powiat pińczowski)
Byczów – wieś w Polsce, położona w województwie świętokrzyskim, w powiecie pińczowskim, w gminie Pińczów. Miejscowość rolnicza zdominowana przez uprawę ogórków, ziemniaków oraz tytoniu. Byczów rozciąga się na wzgórzu zwanym Górą Byczowską. W pobliżu sołectwa przebiega trasa Pińczów–Wiślica.
| SIMC    | Nazwa | Rodzaj    |
| ------- | ----- | --------- |
| 0262823 | Doły  | część wsi |

W latach 1975–1998 miejscowość administracyjnie należała do województwa kieleckiego.
Dawniej Byczów był folwarkiem należącym do margrabstwa pińczowskiego. Miejscowość opisywana była jako kolonia żydowska.